# 1261
Năm 1261 là một năm trong lịch Julius.